# Dwight D. Eisenhower
Dwight David Eisenhower, noto anche con il nomignolo di Ike (Denison, 14 ottobre 1890 – Washington, 28 marzo 1969), è stato un generale e politico statunitense, 34º presidente degli Stati Uniti d'America dal 1953 al 1961.
Ufficiale preparato, dopo una brillante carriera nello stato maggiore dell'Esercito degli Stati Uniti venne inviato nel 1942 in Gran Bretagna a capo delle truppe statunitensi destinate a partecipare alla seconda guerra mondiale.
Comandante in capo delle forze Alleate prima nel teatro del Mediterraneo tra il 1942-1943 e quindi poi dal 1944 fino alla fine della guerra in Europa, e dimostrò capacità militari e politico-diplomatiche, svolgendo un ruolo fondamentale di direzione e coordinamento degli eserciti alleati impegnati contro il Terzo Reich. Fu promosso il 20 dicembre 1944 a General of the Army. Finita la guerra, dopo essere stato il primo comandante in capo della NATO, intraprese la carriera politica e fu, dal 1953 al 1961, il 34º presidente degli Stati Uniti d'America.

## Biografia

### Gioventù
Eisenhower nacque a Denison, nel Texas, terzo di sette figli, da David Jacob ed Ida Elizabeth Stover, unico loro figlio nato in Texas. Il suo nome era Dwight David, ma subito incominciarono a chiamarlo con il diminutivo di Ike. La famiglia, originaria della Germania, (il cognome in tedesco significa "tagliaferro" o "minatore di ferro"), era emigrata dal villaggio tedesco di Karlsbrunn. La famiglia fece ritorno ad Abilene, Kansas, nel 1892. Eisenhower si diplomò alle scuole superiori di Abilene nel 1909 e lavorò dal 1909 al 1911 alla Belle Springs Creamery, un'industria casearia.
Eisenhower si sposò con Mamie Geneva Doud (1896-1979), a Denver, Colorado, il 1º luglio 1916. Ebbero due figli, Doud Dwight Eisenhower (1917-1921), la cui tragica morte nell'infanzia colpì la coppia per sempre, e John Sheldon David Doud Eisenhower (1922-2013). John Sheldon prestò servizio nell'esercito degli Stati Uniti e quindi lavorò come ambasciatore degli Stati Uniti in Belgio. Il figlio di John Sheldon e Barbara Thompson, David Eisenhower, da cui Camp David prende il nome, sposò nel 1968 Julie, figlia di Richard Nixon, che era stato vicepresidente del nonno, ed ebbe tre figli: Jennie Elizabeth Eisenhower (1978), Alex Richard Eisenhower (1980), e Melanie Catherine Eisenhower (1984).
Alla fine della seconda guerra mondiale Eisenhower avrebbe voluto chiedere il divorzio e sposare la sua autista e segretaria, l'ausiliaria di origine britannica Kay Summersby (Mechanised Transport Corps e poi Women's Army Corps), con cui aveva una relazione dal 1942, ma Truman glielo vietò, e alla fine Dwight restò con la moglie.
La famiglia di Eisenhower faceva originariamente parte della Chiesa dei Fratelli in Cristo, una chiesa evangelica mennonita. Tuttavia, quando lui aveva cinque anni, i suoi genitori divennero seguaci degli Studenti biblici, i cui membri successivamente presero il nome di Testimoni di Geova. La casa Eisenhower servì come luogo d'incontro del gruppo religioso dal 1896 al 1915, quando il padre abbandonò l'organizzazione religiosa. I testimoni di Geova tuttavia celebrarono il funerale del padre di Ike quando morì nel 1942.
La madre di Dwight continuò a essere attiva testimone di Geova fino alla propria morte (avvenuta nel 1946), mentre Dwight e i suoi fratelli smisero di frequentare regolarmente dopo il 1915. Ike aveva uno stretto rapporto con sua madre durante il corso della loro vita e per il giuramento del suo secondo mandato presidenziale usò una Bibbia stampata della Società Torre di Guardia (l'associazione dei testimoni di Geova): l'American Standard Version, pubblicata nel 1901 e adottata dai Testimoni per il frequente uso del nome Jehovah nell'Antico Testamento.
Durante gli anni successivi, Eisenhower fu battezzato, cresimato e divenne praticante nella chiesa presbiteriana il 1º febbraio 1953, poche settimane dopo il suo primo mandato come presidente. Durante i suoi anni di pensione, fu membro della Gettysburg Presbyterian Church (chiesa presbiteriana) di Gettysburg, in Pennsylvania.

### Carriera militare
Al contrario di quello che si potrebbe pensare, Eisenhower non ebbe inizialmente una carriera militare particolarmente brillante. Aveva studiato all'Accademia di West Point, e uscito dalla stessa con buoni voti, ebbe il compito di addestrare le reclute alla vigilia dell'entrata in guerra degli Stati Uniti d'America nel 1917; quindi non partecipò direttamente alla campagna dell'American Expeditionary Forces sul Fronte occidentale del 1917-1918.

#### La seconda guerra mondiale

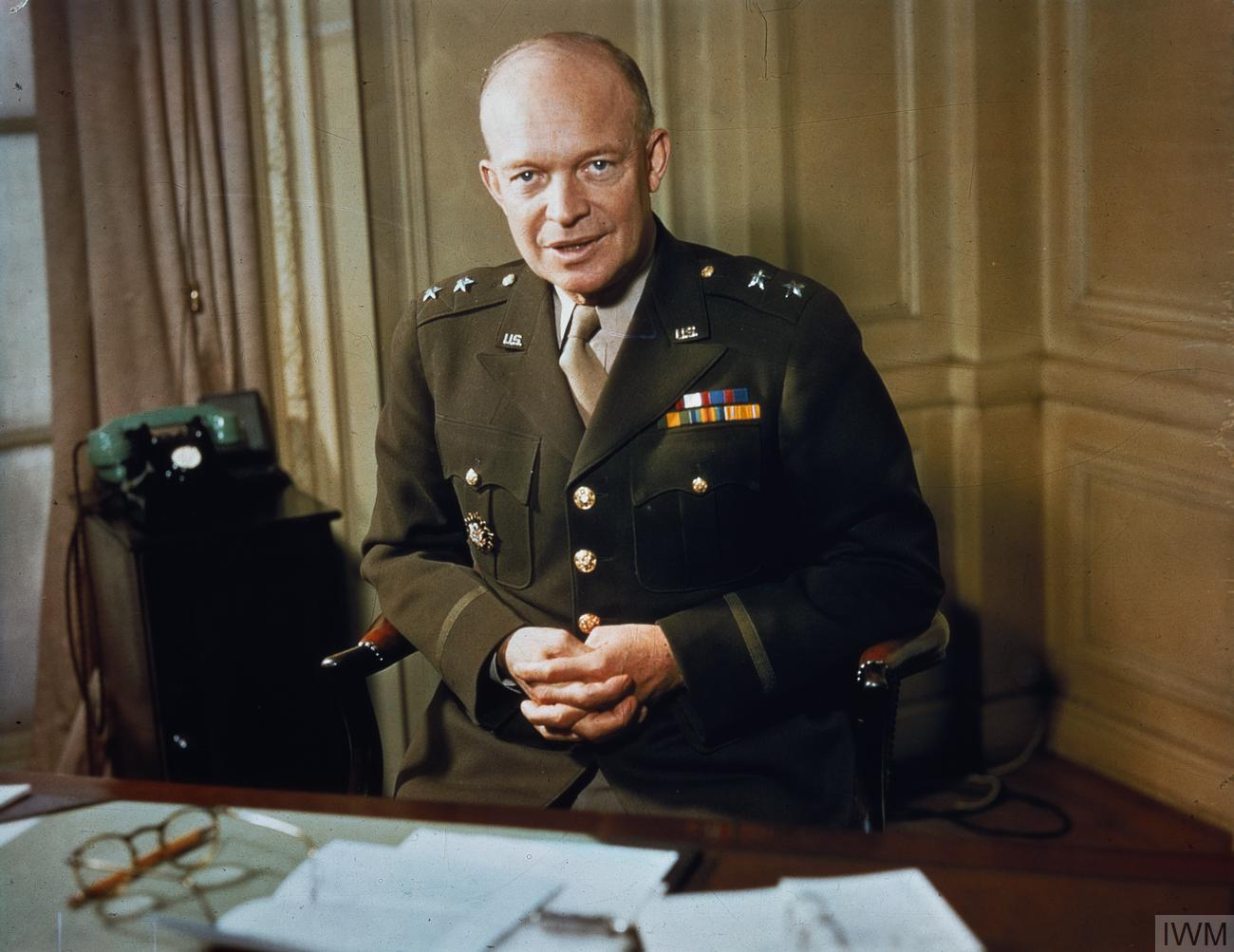
Il maggior generale Dwight Eisenhower nel 1942

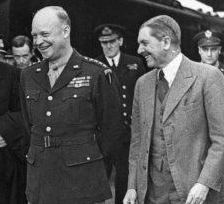
Eisenhower con Anthony Eden, Segretario degli Affari Esteri britannico nel 1944

(Dwight Eisenhower, comandante in capo delle Forze Alleate in Europa durante la Seconda guerra mondiale, riferendosi all'Italia.)
Nel marzo del 1941 era diventato colonnello, e nel corso di importanti esercitazioni campali in Louisiana ebbe modo di mostrare notevoli capacità tattiche, e fu nominato brigadier generale. Nel 1942, il generale George Marshall, capo di Stato Maggiore Generale dell'esercito, lo designò come Comandante in capo delle forze americane in Europa. Eisenhower guidò quindi l'Operazione Torch. Nel gennaio 1943 partecipò alla conferenza di Casablanca, incontro fra Winston Churchill, Franklin Delano Roosevelt e Charles de Gaulle e assunse il comando supremo delle forze alleate nel Mediterraneo. Dopo la vittoria in Tunisia, Eisenhower continuò a svolgere un importante ruolo politico-militare nel teatro mediterraneo guidando i successivi sbarchi in Sicilia e nell'Italia peninsulare (sbarco a Salerno). Fu il generale Eisenhower che firmò per le Potenze Alleate l'armistizio di Cassibile che sanciva l'uscita dell'Italia dalla guerra. In seguito firmò a Malta il successivo armistizio lungo che precisava le condizioni di resa.

#### Al comando diOverlord
(Parole rivolte dal presidente Franklin Delano Roosevelt al generale Eisenhower nel dicembre 1943 per comunicargli la sua nomina a Comandante supremo alleato delle forze di spedizione in Europa Occidentale.)

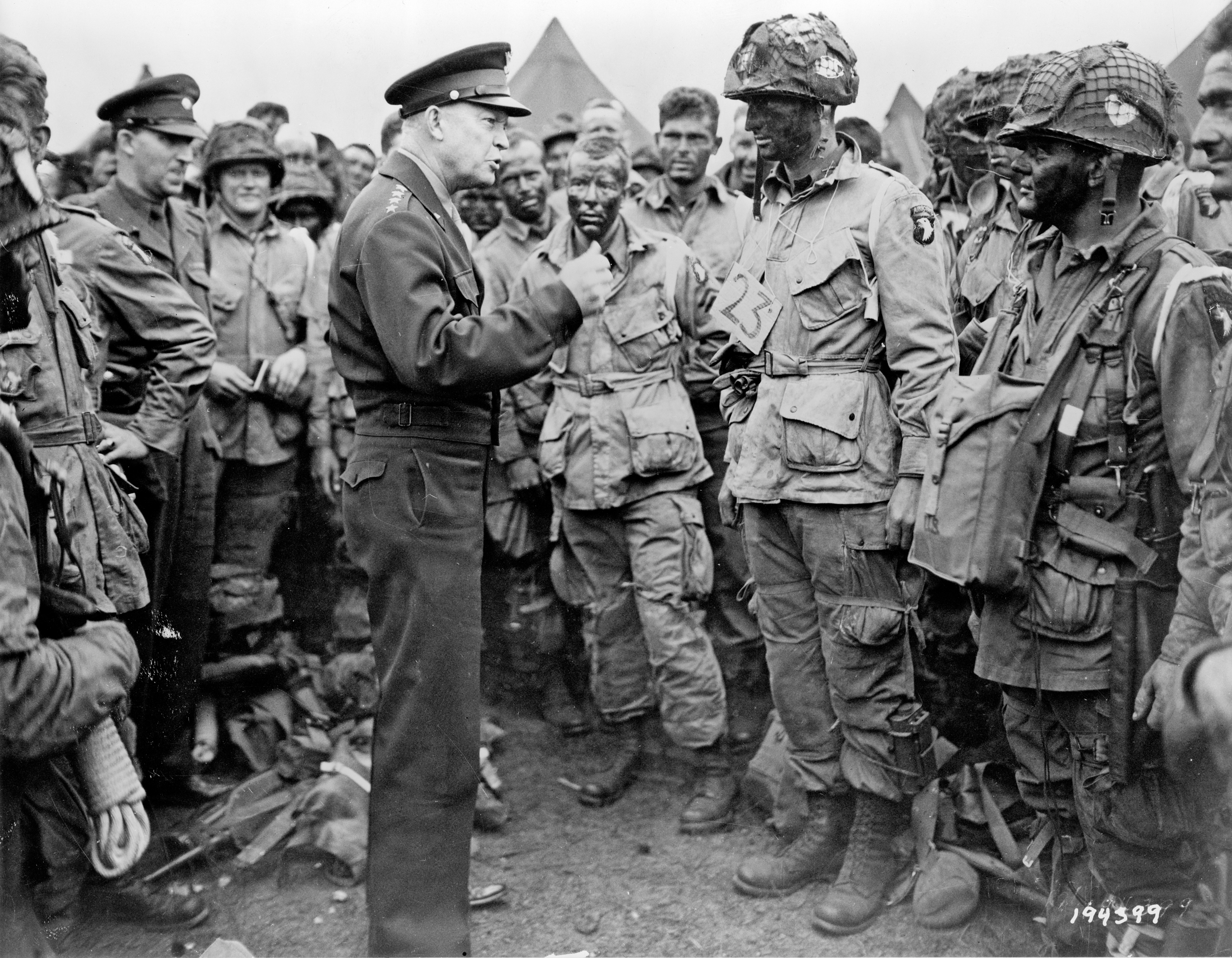
Il generale Eisenhower nei giorni del D-Day

Nel dicembre del 1943, il presidente Roosevelt gli assegnò, dopo lunghe e complesse discussioni tra i dirigenti politico-militari anglo-sassoni, il comando dello sbarco in Normandia, nome in codice "operazione Overlord", che ebbe inizio il 6 giugno 1944 (giorno universalmente noto come "D-Day"), e che fu una delle più grandi operazioni militari della storia. Eisenhower mostrò fiducia ed ottimismo durante il suo periodo di comando in Europa, ma in realtà egli non era privo di preoccupazioni e timori alla vigilia dello sbarco; il generale aveva già predisposto prudentemente un comunicato che egli era pronto a diramare in caso di fallimento, in cui era scritto che "i nostri sbarchi non sono riusciti ad assicurare un sufficiente punto di appoggio e ho ritirato le truppe".

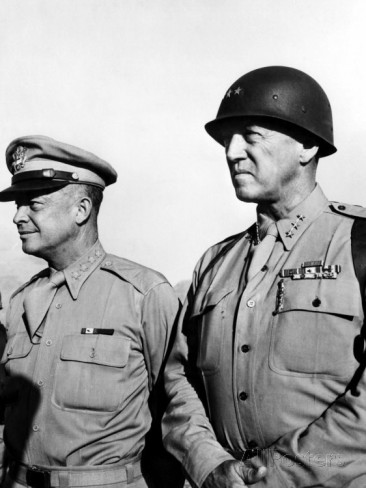
Il generale Eisenhower e George Patton nel 1940

Dotato di una affascinante e simpatica personalità, in grado di imporsi naturalmente sui suoi sottoposti, di buon senso, di lucidità e imparzialità di giudizio; non privo di capacità di analisi strategica, a dispetto delle aspre critiche che gli rivolsero a più riprese alcuni generali britannici (soprattutto Brooke e Montgomery), Eisenhower seppe guidare vittoriosamente le armate alleate fino nel cuore della Germania nazista, congiungendosi con l'Armata Rossa in avanzata da est.
I due momenti più importanti del suo periodo di comando supremo allo SHAEF furono senza dubbio: la decisione di effettuare lo sbarco il 6 giugno 1944, nonostante l'imprevedibilità del clima sulla Manica, e la calma e l'ottimismo con cui reagì alle prime notizie di disastro durante l'Offensiva tedesca delle Ardenne (nel corso della riunione con i generali americani a Verdun del 18 dicembre 1944). In queste circostanze il generale statunitense diede mostra delle sue qualità di comandante e della sua notevole capacità di valutazione strategica e operativa.
Si temette per la sua vita durante la controffensiva tedesca delle Ardenne, durante l'operazione denominata Operazione Greif che sembrava dovesse attentare alla vita del generale da parte di un Kommando tedesco comandato da Otto Skorzeny.
Il 20 dicembre 1944 venne nominato General of the Army.
Molto discussa, controversa e molto poco lungimirante nel futuro fu la sua decisione di impedire al generale americano Simpson, comandante della IX Armata americana, di attaccare Berlino prima dell'arrivo dell'esercito sovietico, determinando il corso degli eventi della successiva guerra fredda.
Riguardo all'uso delle bombe atomiche sul Giappone Eisenhower scrisse nelle sue memorie The White House Years:
«Nel 1945 il Segretario alla Guerra Stimson, visitando il mio quartier generale in Germania, mi informò che il nostro governo stava preparandosi a sganciare una bomba atomica sul Giappone. Io fui uno di quelli che sentirono che c'erano diverse ragioni cogenti per mettere in discussione la saggezza di un tale atto. Durante la sua esposizione dei fatti rilevanti, fui conscio di un sentimento di depressione e così gli espressi i miei tristi dubbi, prima sulla base della mia convinzione che il Giappone era già sconfitto e che sganciare la bomba non era necessario, e in secondo luogo perché pensavo che il nostro paese dovesse evitare di sconvolgere l'opinione pubblica mondiale con l'uso di un'arma il cui impiego era, pensavo, non più obbligatorio come misura per salvare vite americane. »

### Presidenza
(Apologo dei magnati americani dell'acciaio durante la controversia con il Presidente John Fitzgerald Kennedy)

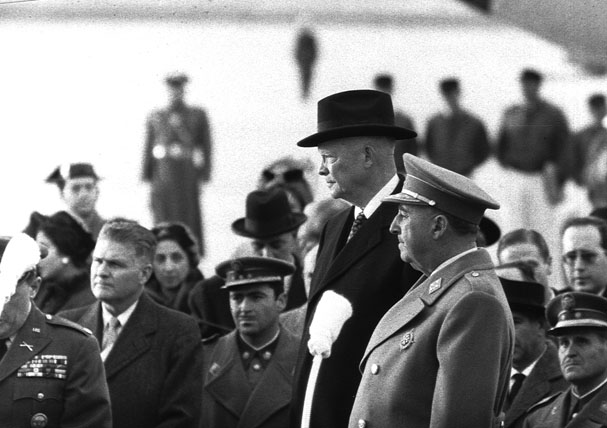
Dwight Eisenhower e Francisco Franco, 1959

Per la sua competenza strategica gli furono tributati grandi onori. Nel periodo 1951-1952 fu il Comandante supremo della NATO (Supreme Headquarters Allied Powers Europe), e in seguito il partito repubblicano statunitense lo scelse come candidato per le elezioni politiche alla presidenza degli Stati Uniti del 1952. Batté alle elezioni il candidato democratico Adlai Stevenson, con una campagna elettorale curata dal pubblicitario Rosser Reeves.

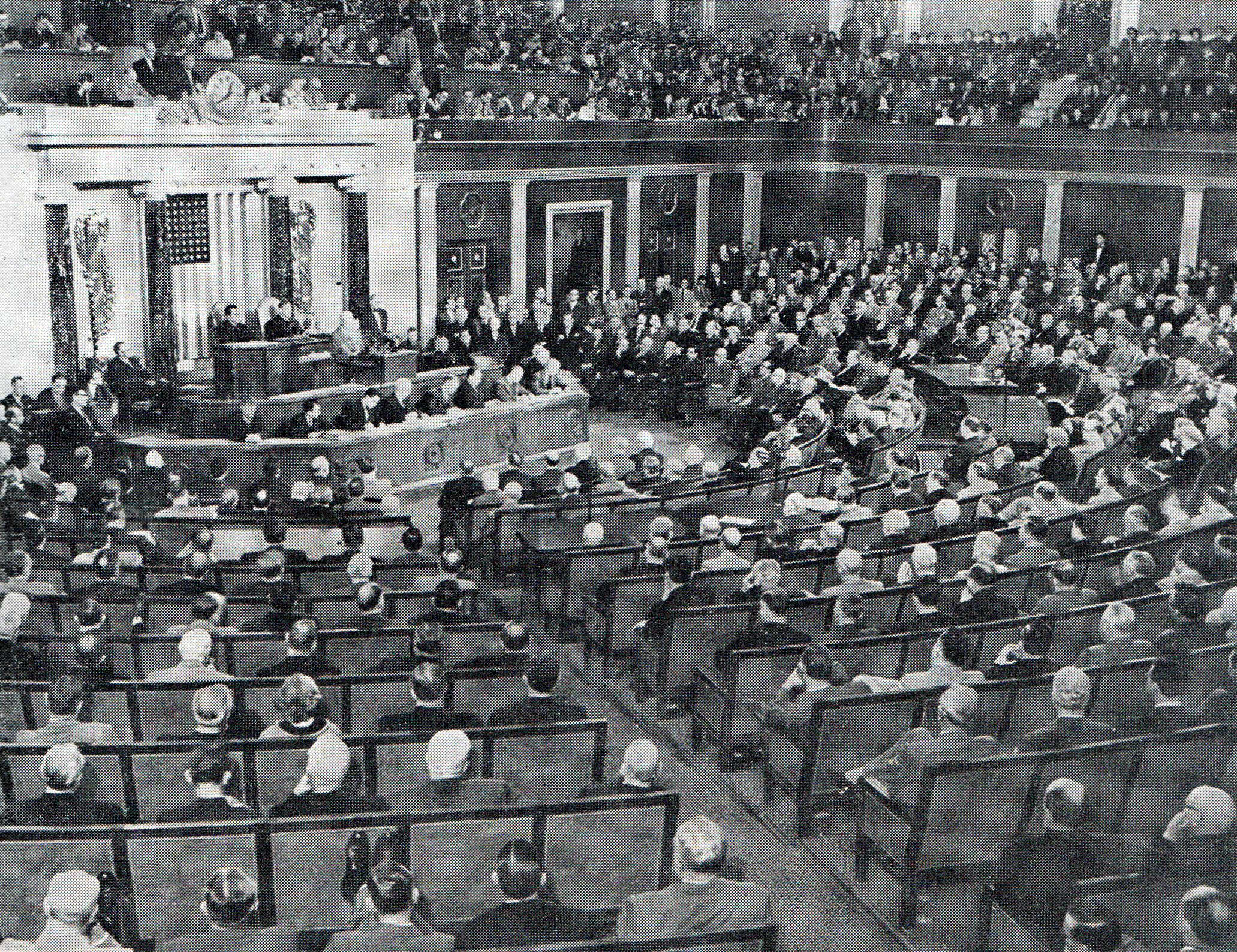
Il Presidente mentre pronuncia il suo discorso sullo Stato dell’Unione nel 1957

Da presidente si dimostrò equilibrato sia in politica interna che in politica estera: per quanto riguarda la prima, a differenza di quanto sperato da molti conservatori, non smantellò il New Deal ma, anzi, promosse alcune riforme in politica sanitaria. In politica estera, se durante la campagna elettorale aveva accusato l'amministrazione di Harry Truman di una lotta inefficace nei confronti del comunismo (al contenimento egli opponeva il rollback, cioè un ruolo attivo nel ridurre l'influenza dell'Unione Sovietica), nei fatti continuò la politica del predecessore; nel 1953 concluse la pace con la Corea del Nord. La sua amministrazione organizzò i colpi di stato in Iran e Guatemala rispettivamente nel 1953 e nel 1954. Nel 1954 Eisenhower creò anche un Fondo di Emergenza per gli Affari Internazionali per sostenere l'uso dell'America della diplomazia culturale in tutta Europa durante la guerra fredda. Durante la crisi di Suez del 1956 condannò l'invasione dell'Egitto da parte delle truppe israeliane, britanniche e francesi, costringendole a ritirarsi.

#### Posizione sugli armamenti e discorso d'addio alla nazione
Eisenhower, alla fine degli anni 1940 fu un convinto sostenitore della corsa agli armamenti. Egli tuttavia espose il problema del cosiddetto complesso militare-industriale, ovvero dal pericolo rappresentato dagli interessi commerciali dell'industria bellica, che per sopravvivere aveva sempre bisogno di qualche guerra. Nel suo discorso Chance for Peace (16 aprile 1953) disse:
(Dwight David Eisenhower, presidente degli Stati Uniti, 16 aprile 1953.)
Alla fine del suo mandato, il 17 gennaio 1961, nel discorso d'addio (Farewell Address) alla Nazione, Eisenhower ripeté tale monito:
(Dal discorso d'addio alla nazione)

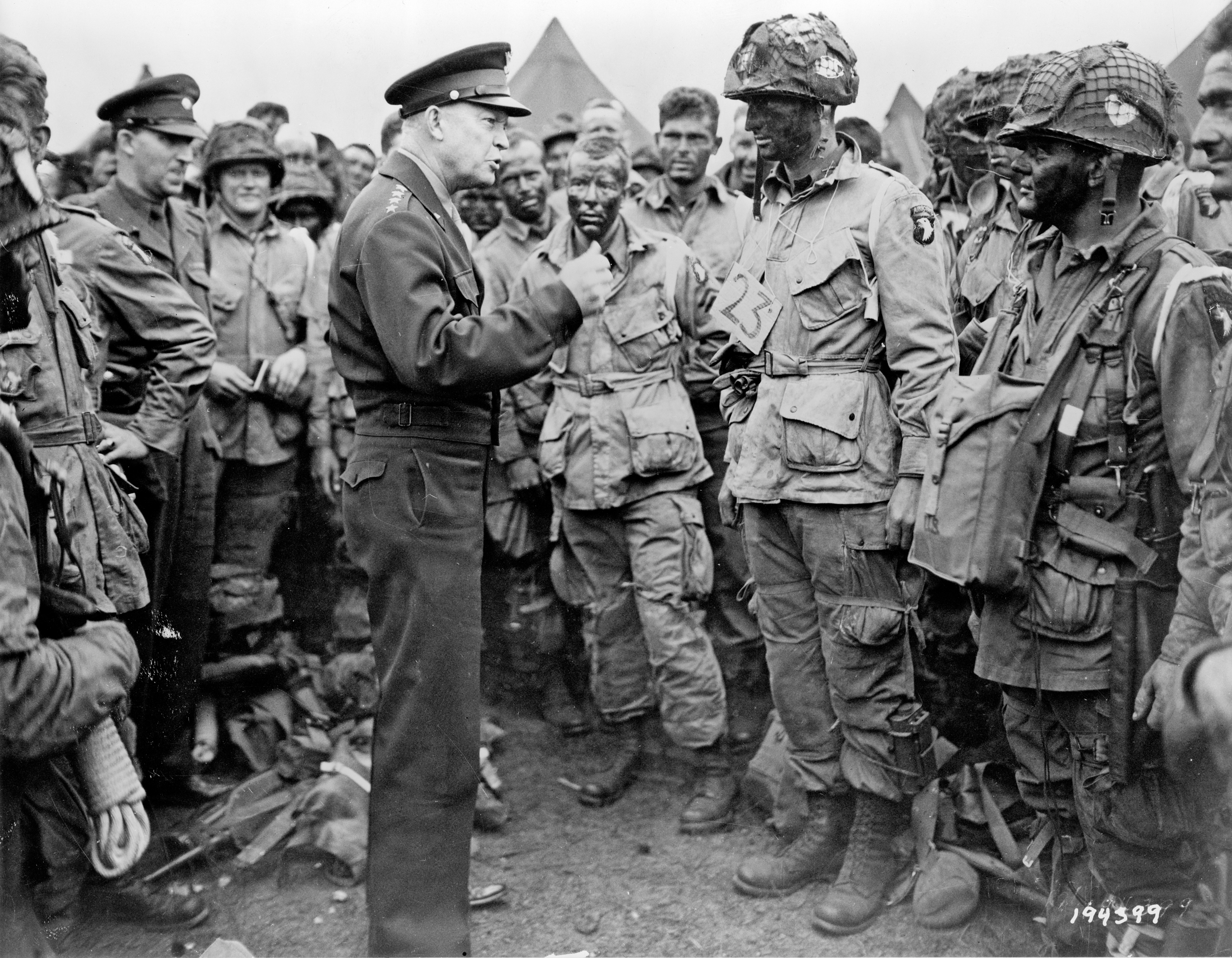
Eisenhower parla con alcuni paracadutisti della 101ª divisione aviotrasportata il 5 giugno 1944, giorno precedente il D-Day
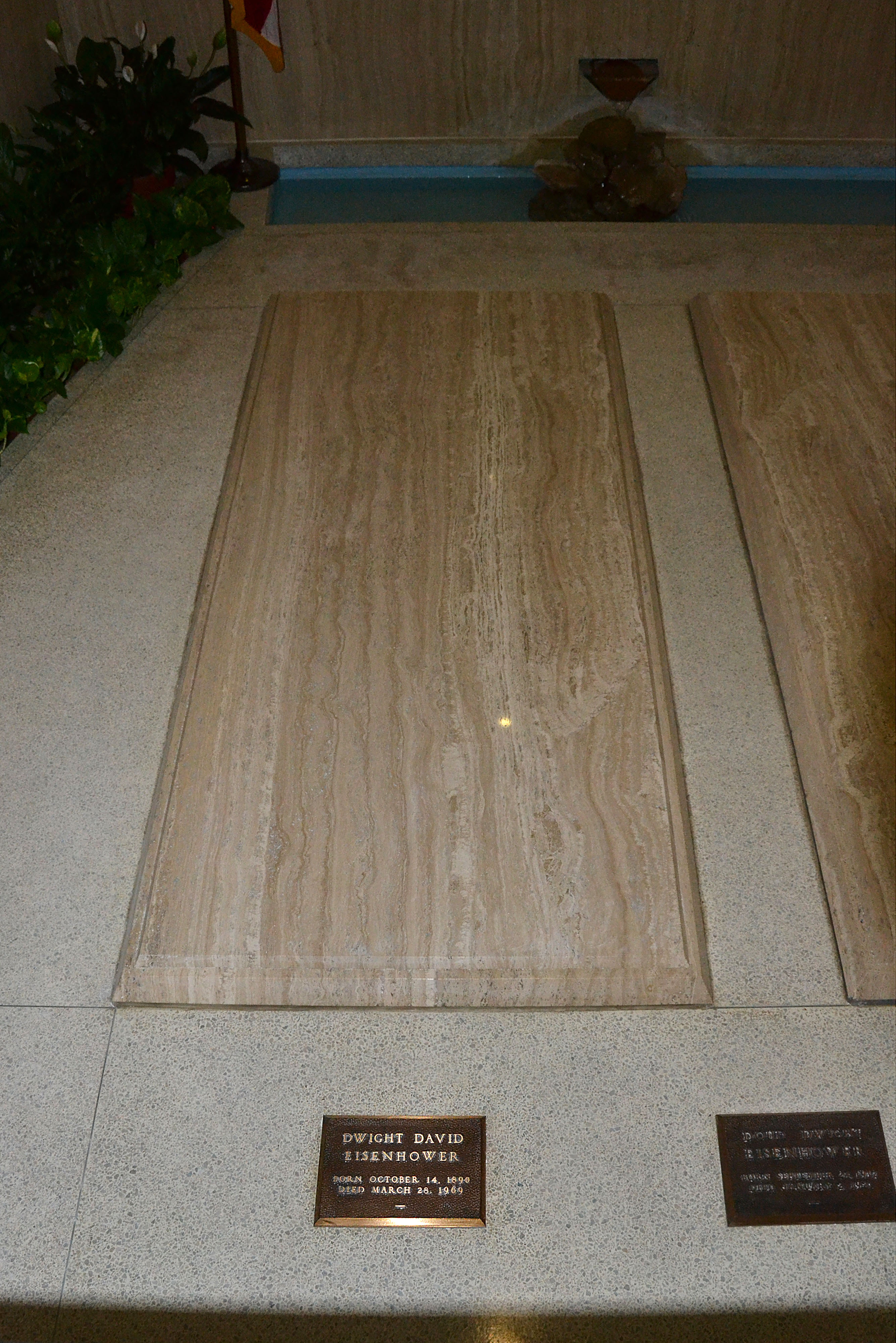
Tomba di Eisenhower
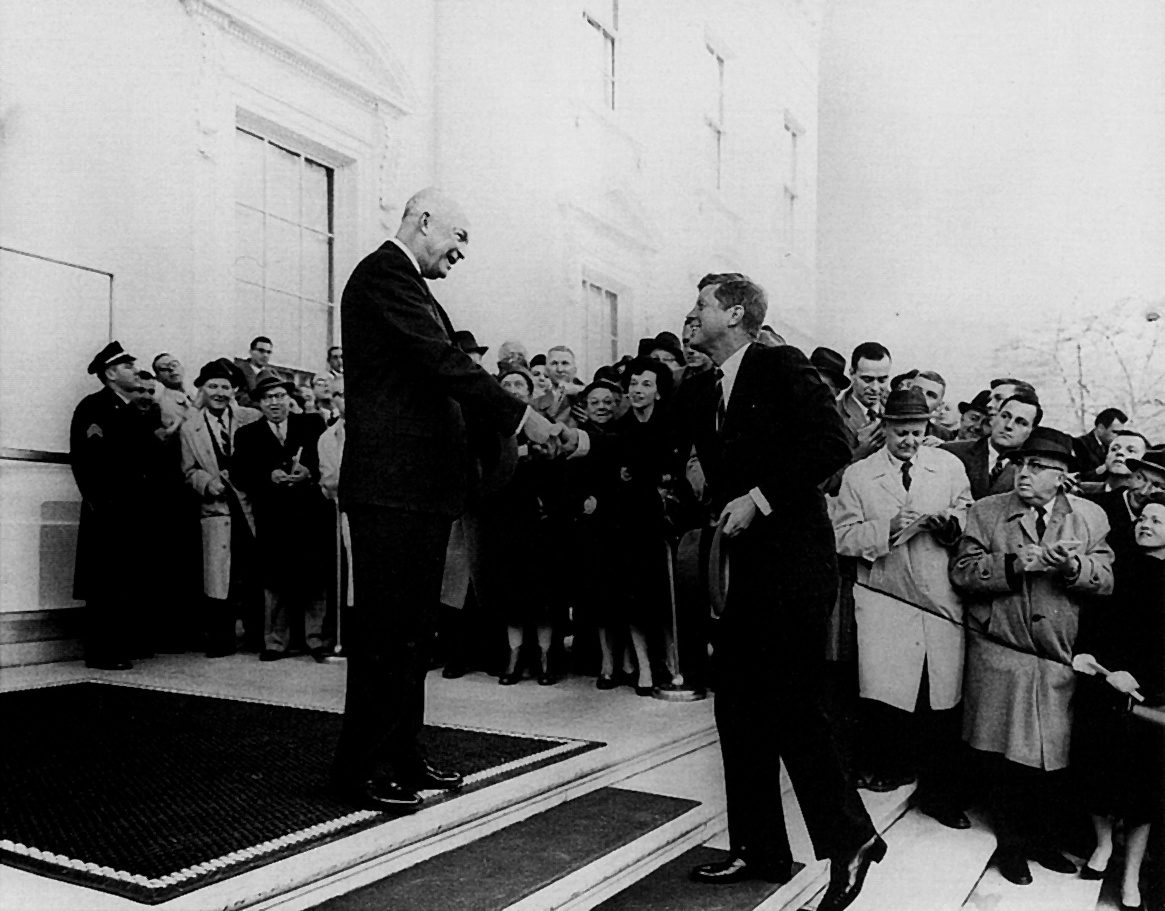
John Kennedy e Eisenhower
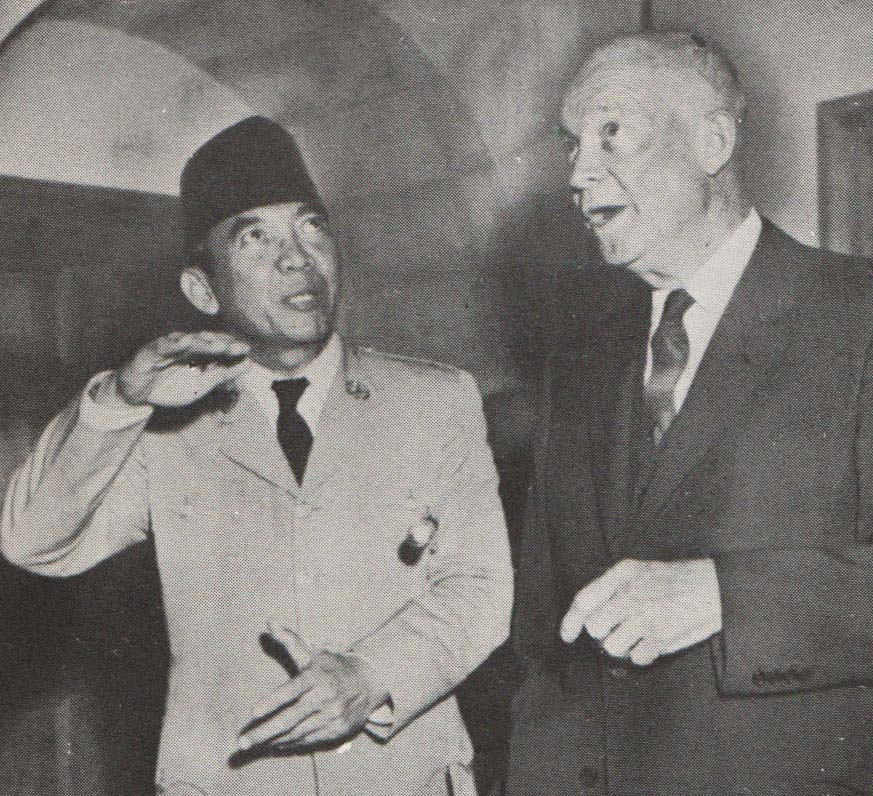
Il presidente Dwight Eisenhower assieme al presidente Sukarno

## Influenza culturale
Eisenhower venne associato al mondo della moda in due occasioni: la più importante quando venne lanciata la giacca "stile Eisenhower" negli anni sessanta: gli stilisti di allora si ispirarono al giubbotto militare a doppiopetto basso che egli era solito usare, di lì poi venne di gran moda il doppiopetto maschile e femminile, anche se solo il primo è poi durato. Sua moglie era invece una frequente visitatrice di una delle migliori sartorie di Firenze, in piazza della Repubblica.
Fu anche abile giocatore di golf.
Eisenhower morì nel 1969 e venne sepolto presso il Library and Museum di Abilene, Kansas.